# Acestrocephalus acutus
Acestrocephalus acutus, conhecida popularmente como cigarra ou cachorrinha, é uma espécie de peixe do gênero Acestrocephalus, endêmica ao Brasil.

## Taxonomia
A. acutus é uma espécie de peixe caracídeo pertencente ao gênero Acestrocephalus. A categorização da espécie foi realizada por Naércio Menezes, em 2006, e o estudo original inclui a descrição de outras 4 espécies do gênero. A palavra "acutus" vem do latim, significando "afiado" e fazendo assim referência ao focinho afiado dos indivíduos dessa espécie. Nomes comuns dessa espécie incluem "cigarra" e "cachorrinha".

## Descrição e ecologia
A espécie apresenta uma coloração amarela pálida, com manchas negras em partes do corpo. No pedúnculo caudal, há uma mancha negra, que se encontra com uma faixa prateada que vai desta região ao opérculo. De acordo com o estudo de Menezes, a espécie possui corpo relativamente grande e com formato parecido ao do A. sardina. Seu comprimento varia de 5 a 10,35 centímetros.
Pode ser distinguida de A. sardina e A. nigrifasciatus por ter um olho menor; de A. pallidus devido à presença de uma mancha negra na base caudal e de A. anomalus por ter mais dentes da mandíbula superior, e menos na exterior.
A população desta espécie é pouco abundante e frequente. É carnívora, se alimentando principalmente de peixes e atuando de forma importante na cadeia alimentar de peixes maiores, além de ser consumida por humanos.

## Habitat e distribuição geográfica
A espécie é conhecida das bacias hidrográficas dos rios Tocantins e Tapajós, ocorrendo em simpatria com o A. maculosus e o A. stigmatus no alto rio Tocantins. A distribuição geográfica do A. acutus inclui os estados de Goiás, Mato Grosso, Pará e Tocantins. A espécie ocorre em diversos tipos de ambientes, sendo assim generalista e tendo pouca exigência quanto à qualidade dos habitats. É por esse motivo que, apesar de apresentar ocorrência em áreas com impactos antrópicos como operação e construção de hidrelétricas, desmatamento e uso intenso do solo para agropecuária, continua sendo classificada como uma espécie de menor preocupação pela UICN.